# 夏威夷櫛鱗鰨
夏威夷櫛鱗鰨為輻鰭魚綱鰈形目鰨亞目鰨科的其中一種，為熱帶海水魚，分布於中東太平洋夏威夷群島海域，棲息深度2-26公尺，體長可達6.6公分，棲息在沙底質底層水域，以甲殼類、等足類、片腳類等為食，生活習性不明。